# Архив Троцкого
Архив Троцкого (англ. Trotsky's Papers) — собрание документов и материалов, вывезенных Львом Троцким из СССР и находящихся в Хогтонской библиотеке Гарвардского университета (США). Архив делится на «открытую» и «закрытую» части: первая содержит 8000 документов, вторая — 17000; всего — 197 коробок.
Закрытая часть архива была закрыта (согласно завещанию Л. Д. Троцкого) до 1980 года.